# Ołeksandr Zarowny
Ołeksandr Zarowny (ukr. Олександр Заровний; ur. 20 lutego 1975 w Chalawynie) – ukraiński biegacz narciarski, olimpijczyk.
Nigdy nie zdobył punktów Pucharu Świata. Jego starty w poszczególnych zawodach wyglądały słabo. Tylko raz uplasował się w pierwszej pięćdziesiątce zdobywając 40. miejsce podczas biegu na 30 km stylem klasycznym 40. miejsce w Val di Fiemme w sezonie 2001/2002

## Wyniki
- C - styl klasyczny
- F - styl dowolny

### Igrzyska olimpijskie
| 1998 Nagano | 44 (30 km C), 43 (50 km F), 12 (sztafeta) |

### Mistrzostwa świata
| 1997 Trondheim | 59 (30 km F), 58 (10 km C), 61 (łączony 25 km), 44 (50 km C) |
| 1999 Ramsau    | 53 (30 km F), 56 (10 km C), 55 (łączony 25 km)               |
| 2001 Lahti     | 40 (30 km C), 29 (50 km F), 45 (łączony 20 km)               |

### Uniwersjada
| 2001 Zakopane | 5 (10 km C), 9 (10 km F) |